# 페나인산맥

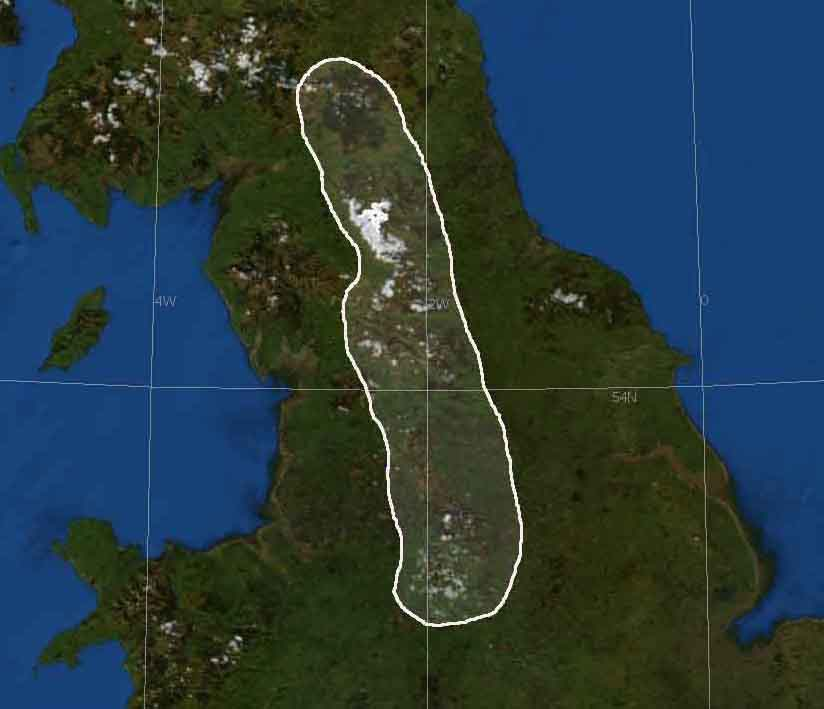
페나인산맥의 범위

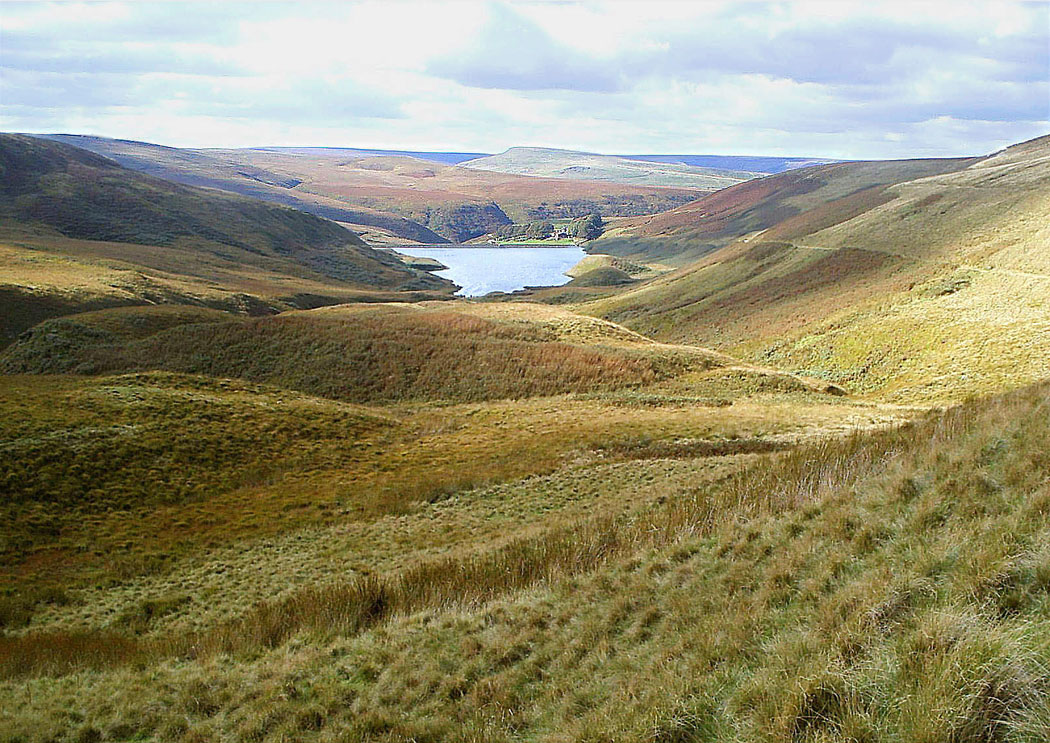
Saddleworth Moor와 Wessenden valley의 경관

페나인산맥(Pennines)은 북부 잉글랜드에 걸쳐 이어진 낮은 산맥이다. 그레이트 브리튼섬의 중앙부에 위치한다. 북서부 잉글랜드와 요크셔 북동 잉글랜드를 사이에 두고 있다.
종종 “영국의 척추”라고 불리기도 하며, 더비셔 피크 디스트릭트(Peak District)에서 요크셔 데일즈(Yorkshire Dales), 그레이터 맨체스터의 동쪽과 북쪽 끝 , 랭커셔의 웨스트 페나인 무어(West Pennine Moors), 캄브리아기의 펠즈(Fells)를 통해서 잉글랜드 - 스코틀랜드 국경 체비옷 언덕(Cheviot Hills)까지 이어지고 있다. 에어 갭(Aire Gap)의 북쪽에서 페나인산맥은 중단되고, 서부 랭커셔에서는 계속되어 포레스트 오브 볼랜드(Forest of Bowland )의 낮은 산지를 구성하고 있으며, 에어 갭 남쪽에는 같이 로젠데일·펠즈(Rossendale Fells)의 낮은 산지를 구성한다.
주요 계곡의 상류부에 많은 저수지가 있는 중요한 집수지역이 있다. 이 지역은 영국에서 가장 경치가 아름다운 지역이라고 널리 간주되고 있다. 북부 페나인산맥 지역은 니더데일(Nidderdale)이 있기 때문에 자연절경지역(AONB : Area of Outstanding Natural Beauty)로 지정되어 있고, 반면, 페나인산맥의 일부는 피크 디스트릭트 국립 공원(Peak District National Park), 요크셔 데일즈 국립 공원(Yorkshire Dales National Park), 노섬벌랜드 국립공원( Northumberland National Park )에 포함된다. 영국 최초의 장거리 산책로(Long-distance trail)인 페나인 웨이(Pennine Way)는 페나인산맥에 걸쳐 있으며, 길이 429 km이다.